# Igreja Católica Anglo-luterana

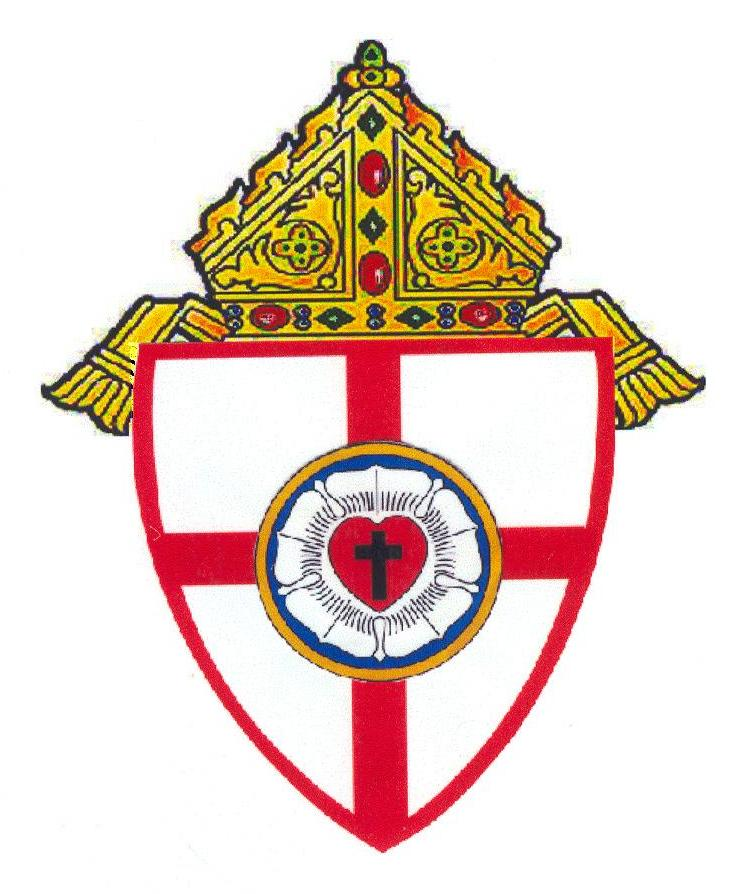
Logo da Igreja Católica Anglo-luterana

A Igreja Católica Anglo-luterana, (ALCC -- (em inglês) Anglo-Lutheran Catholic Church), anteriormente parte da Comunhão Luterana, é uma Igreja Católica Independente cuja origem e herança teológico-litúrgica remontam à Reforma Luterana e que busca a reunião com a Igreja Católica, através da Comunhão com a Sé de Pedro. A Igreja foi fundada em 1997 por antigos membros da  Confissão Luterana de Missouri. A organização da Igreja está baseada em Kansas City, Missouri.

## Doutrina[1]
A Igreja Católica Anglo-luterana acredita que a Bíblia é a Palavra de Deus inspirada e infalível. Como católica de matiz evangélica, a ALCC acredita, ensina e confessa que Deus revelou-Se progressivamente através do tempo nos Livros do Antigo Testamento (inclusive os deuterocanônicos) e do Novo Testamento, os quais, sendo divinamente inspirados, são a Palavra de Deus escrita. A Igreja aceita os seguintes documentos como declaração oficial sobre a natureza e autoridade da Escritura e Revelação:
- «A Interpretação da Bíblia na Igreja» da Pontifícia Comissão Bíblica;
- a Constituição Dogmática Dei Verbum do Concílio Vaticano II sobre a Revelação Divina; e
- o Catecismo da Igreja Católica.

E, por estarem em consonância com o Evangelho, a Igreja Católica Anglo-luterana aceita:
- o Credo Apostólico;
- o Credo niceno-constantinopolitano;
- o Credo Atanasiano;
- a definição da União das naturezas Divina e Humana na Pessoa de Cristo e a definição de fé do Concílio de Calcedónia (451 d.C.).

Desde que em acordo com a autêntica Tradição e Fé Católicas -- isto é, com substancial modificação da Teologia Sacramental, da natureza das Ordens Sacras e da Disciplina Governamental da Igreja  --, a ALCC aceita os seguintes documentos do Livro de Concórdia (1580 d.C.):
- a inalterada Confissão de Augsburgo[2];
- a Apologia da Confissão de Augsburgo[3];
- o Catecismo Menor de Lutero;e
- o Catecismo Maior de Lutero.

Rejeita terminantemente a Fórmula de Concórdia. E, porque são autênticas e verdadeiramente testemunho do Evangelho e da Fé e Tradição Católica, a ALCC aceita os decretos doutrinais de todos os Concílios Ecumênicos reconhecidos pela Igreja Católica Apostólica Romana, a Declaração Conjunta Sobre a Doutrina da Justificação e, visto que o fim ecumênico da Igreja Católica Anglo-luterana é a reunião corporativa e visível com o bispo e a Sé de Roma, todos os documentos e ensinamentos magisteriais de Roma incluindo os anteriores à reunião canônica.

## Culto
O culto da ALCC é sacramental. Difere da quase totalidade das igrejas luteranas pela aceitação e celebração dos sete sacramentos, a saber, Batismo, Crisma, Eucaristia, Penitência, Extrema Unção, Matrimônio e Ordenação. Em Kansas, há uma paróquia de Adoração Eucarística Perpétua, onde o Santíssimo fica exposto para adoração pública.
O rito ordinário da Igreja Católica Anglo-luterana é o Uso Anglicano conforme aprovado por Roma através do Book of Divine Worship. Qualquer outro rito atualmente aprovado e autorizado pela Igreja Católica é permitido ao clero católico anglo-luterano. Nenhum rito anglicano, luterano ou protestante não aceito pela Igreja Catolica é aceito pela ALCC.

## Paróquias
| País     | Estado            | Cidade         | Paróquia                                  | Pároco                                                                        |
| -------- | ----------------- | -------------- | ----------------------------------------- | ----------------------------------------------------------------------------- |
| EUA      | Flórida           | Seffner        | Oratório de St. Wilfred                   | Bispo Edward J. Steele                                                        |
| EUA      | Flórida           | Palm Harbor    | Capela de St. Philip                      | Monsenhor Terence Belcher                                                     |
| EUA      | Geórgia           | Jonesboro      | Igreja Luterana Nossa Senhora de La Vang  | Bispo Tan Binh Phan Nguyen                                                    |
| EUA      | Geórgia           | Mableton       | Oratório de St. Paul                      | Bispo Charles E. Klughart                                                     |
| EUA      | Geórgia           | Mableton       | Sociedade Sacerdotal do Bom Pastor (ALCC) | Abade                                                                         |
| EUA      | Indiana           | Indianápolis   | Capela de St. Andrew                      | Pe. Rodger N. Middleton                                                       |
| EUA      | Iowa              | Pleasant Hills | Igreja Luterana St. Paul                  | Pe. Duku Ladu Gwongo                                                          |
| EUA      | Maryland          | Stevensville   | Pró-Catedral de Washington                | Arcebispo Jens Bargmann de Washington                                         |
| EUA      | Michigan          | Garden City    | Capela St. Anthony                        | Bispo David S. Moody                                                          |
| EUA      | Minnesota         | Burnsville     | Igreja Holy Trinity                       | Monsenhor Thomas Stover O.S.A. e Pe. Paul Gustafson O.S.A.                    |
| EUA      | Minnesota         | Kasson         | Igreja St. Joseph                         | Pe. Bernie L. Lattner III                                                     |
| EUA      | Missouri          | Kansas City    | Catedral St. Benedict of Africa           | Arcebispo Chaplen Luyimba Kweri, O.S.A de St. Benedict e toda África          |
| EUA      | Missouri          | Kansas City    | Igreja St. Michael                        | Arcebispo Metropolitano Irl A. Gladfelter                                     |
| EUA      | Nova York         | Monticello     | Igreja Luterana Jesus Nosso Salvador      | Monsenhor Bernard A. Lopez                                                    |
| EUA      | Nova York         | Vernon         | Igreja Luterana St. Sophia                | Bispo Richard J. Stoecker, auxiliar de Middle Atlantic States and New England |
| EUA      | Carolina do Norte | Newton         | Igreja St. Adrew Apostle                  | Monsenhor Rick A. Reid                                                        |
| EUA      | Pensilvania       | Downingtown    | Capela Saint Ambrose at Ashbridge         | Bispo Raymond W. Copp                                                         |
| EUA      | Virgínia          | Marion         | Igreja Luterana St. Stephen               | Pe. Donald Seekens                                                            |
| Alemanha | Berlim            |                | Oratório de São Bonifácio                 | Pe. Wanter Pehl                                                               |